# Misi
María Isabel Murillo Samper, conocida artísticamente como Misi (Bogotá, 5 de febrero de 1957-Bogotá, 23 de noviembre de 2018), fue una compositora colombiana, directora de la escuela de teatro musical que lleva su nombre y pionera del teatro musical en Colombia.

## Biografía
María Isabel Murillo Samper fue hija de Josefina y Hernando, un ingeniero civil que tocaba el tiple. De bebé la dormían con compositores clásicos como Rajmáninov, Tchaikovsky y, en especial, con La canción de cuna de Brahms.
Durante su infancia, debido a una enfermedad que padecía su hermana, viajó en múltiples ocasiones durante 13 años a Boston. En estos viajes los padres de Misi llevaban a las dos hermanas a diferentes obras de teatro musical, debido a la cercanía con la ciudad de Nueva York.

### Carrera musical
No obstante su gusto por la música, al graduarse del colegio decide estudiar educación preescolar en la Universidad San Buenaventura pero pronto opta por seguir su gusto por la música y se gradúa de la Universidad Pedagógica Nacional en pedagogía musical. Comenzó a componer canciones para niños y en 1982 creó el coro infantil Timpanitos. Su éxito en la década de 1980 la llevaría a convertirse en la compositora de los programas Pequeños Gigantes e Imagínate. Junto con María Angélica Mallarino crean la revista Soñando Canciones en 1986.
En 1987 lanzó el proyecto "MISI: Escuela de Teatro Musical", dedicada a la enseñanza de artes escénicas para niños, adolescentes y adultos jóvenes, y la producción de obras de teatro musical en Colombia. Durante 30 años se dedicó a crear musicales originales, así como hacer adaptaciones al español de grandes musicales como West Side Story, Annie y Jesucristo Superestrella. 
Para cada una de las producciones de MISI, el elenco estaría conformado principalmente por estudiantes de la escuela que configuró. En total, se estima que más de 23,000 estudiantes han hecho parte de la escuela.[cita requerida]

### Activismo
María Isabel Murillo Samper siempre fue crítica de la realidad de Colombia, buscaba por medio de su arte que su espectador pudiera cuestionarse sobre el pasado, presente y futuro del país.[cita requerida] Victoria, un musical de Navidad compuesto para exponer la realidad de los niños vagabundos en Colombia, fue recibido con malas críticas por ser considerado demasiado triste e inapropiado para las fiestas navideñas. Gaitán, el hombre qué ame cuenta la vida del asesinado candidato a la presidencia: Jorge Eliécer Gaitán, construyendo la historia del personaje entre lo privado y lo público.
Frente a la decisión de apoyar el acuerdo de paz con las FARC en 2016, ella se pronunció por medio de la cuenta en Facebook de su escuela musical a favor de firmar dicho acuerdo: 

«Desde el profundo convencimiento de decirle SÍ a la Paz, pero también desde el respeto al NO, pues el SÍ es justamente el respeto a las diferencias, quiero compartirles esta canción que escribí hace algunos años, y que hoy felizmente cobra un nuevo sentido. Desde lo personal, reitera mi compromiso conmigo misma y se hace extensiva a quienes crean, como yo, que esta luz de esperanza que abre el camino hacia la paz, se pueda por fin convertir en la luz de un nuevo día y disipar la oscuridad».

### Muerte
Murillo Samper falleció la noche del 23 de noviembre de 2018, a las 22:30. Se desplomó en el escenario durante el estreno del musical 30 Años de Navidad, mientras agradecía a su compañía y al público. Un paro cardiorrespiratorio fue la causa del fallecimiento.
De acuerdo con los médicos que la atendieron, la artista ingresó sin signos vitales a los servicios de urgencias sobre las 22:00 y fue atendida “de inmediato” por el equipo médico de reanimación, quienes a pesar del esfuerzo no pudieron impedir su muerte, producto de un “infarto agudo de miocardio”.

## Reconocimientos
En 1992 el Ministerio de Educación Nacional le concedió la Medalla Gerardo Arellano al Mérito Cultural.
En 2012 su obra La más grande historia jamás cantada puesta en escena en el Lincoln Center, obtuvo tres premios ACE —otorgados por la Asociación de Cronistas del Espectáculo de Nueva York—.

## Musicales
- La Bella y la Bestia (2019)
- 30 Años de Navidad (2018)
- Ella es Colombia (2018)
- Cartas a papá Noel (2017)
- El Peter Pan de MISI (2016)
- Un tributo a Michael Jackson (2015)
- La novicia rebelde (2015)
- Por siempre Navidad (2013-2014)
- Avenue Q (2014)
- Aladdin (2013)
- La más grande historia jamás cantada (2010-2012)
- Oliver (2009-2010)
- Gaitán, el hombre que amé (2008)
- Son las doce, es Navidad (2007-2009)
- Wow, el musical (2007)
- Annie, la huerfanita
- Jesucristo Super estrella (2006)
- Grease (2005)
- Fuego (2004-2006)
- El Mago de Oz (2003-2004)
- El guardián de la Navidad (2001-2003)
- West Side Story (2000)
- Sueño de Navidad
- Victoria (1999)
- Alas para soñar (1997)
- Una ventana al amor (1995)
- Un encuentro mágico (1991)
- Van camino a la imaginación (1989-1990)
- Naturaleza Feliz (1987)

## Otros proyectos
- Camino a la imaginación
- La noche de Navidad
- Encuentro mágico
- Imaginate, televisión
- Colorín ColorRadio
- Pequeños gigantes, televisión
- El poder de los sueños